# Замок Болтон
Замок Болтон (англ. Bolton Castle) — замок XIV века в Уэнслидейле, Норт-Йоркшир, Англия. Соседняя деревня Касл-Болтон получила название в честь замка. Памятник архитектуры категории I, включён в список памятников древности. Замок был повреждён и разграблен во время Английской революции, но бо́льшая его часть уцелела. Никогда не выставлялся на продажу и до сих пор находится в собственности потомков семьи Скруп.

## История
Замок был построен между 1378 и 1399 годами Ричардом, 1-м бароном Скруп из Болтона. Лицензия на его строительство была предоставлена в июле 1379 года, а контракт с каменщиком Джоном Льюином был заключён в сентябре 1378 года. Строительные работы обошлись в 18 тысяч марок. Сэр Фрэнсис Ноллис писал, что у замка «самые высокие стены из всех домов, которые он видел».
В 1536 году Джон, 8-й барон Скруп, поддержал восстание «Благодатное паломничество» против религиозных реформ короля Генриха VIII и предоставил убежище Адаму Седбару, аббату Джервола. В результате Джон Скруп был вынужден бежать к тестю в замок Скиптон, а аббат Седбар был пойман и казнён. Король приказал поджечь замок Болтон, нанеся тем большой ущерб; в течение последующих лет часть повреждений была устранена. Барон получил королевское прощение и вновь занял своё место в Парламенте.

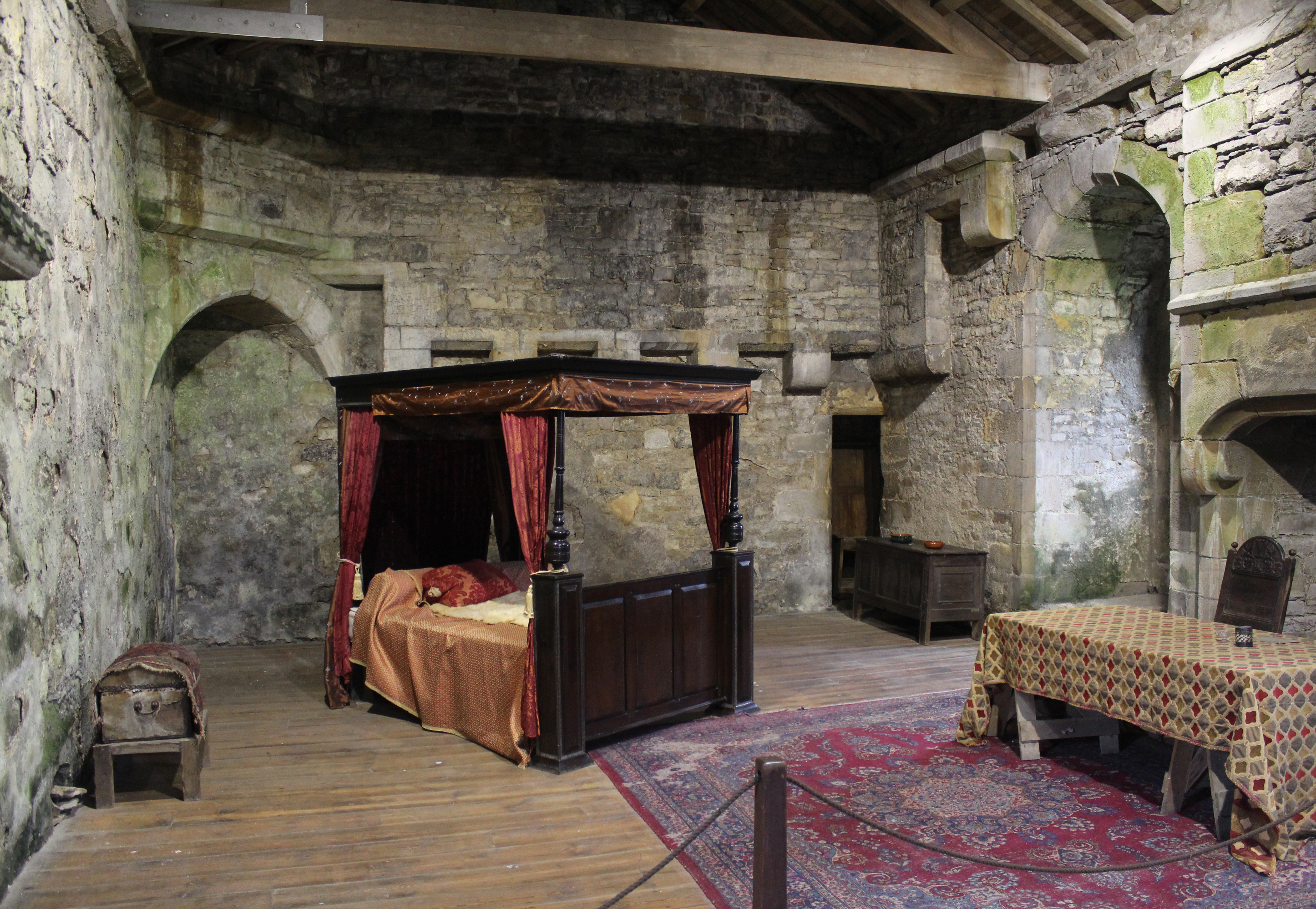
Опочивальня лорда Скрупа

### Мария Стюарт
Королева Шотландии Мария Стюарт в течение полугода находилась в заключении в замке Болтон. После поражения Шотландии в битве при Лангсайде в 1568 году она бежала в Англию, что поставило под угрозу положение протестантской королевы Елизаветы I. Первоначально Мария содержалась в замке Карлайл под надзором Генри, 9-го барона Скруп, но поскольку оказался непригодным для этой цели, в июле 1568 года Мария была переведена в Болтон. Здесь её надзирателем стал сэр Фрэнсис Ноллис, который предоставил королеве личные покои Генри Скрупа в юго-западной башне. Из её свиты, состоящей из 51 рыцаря, слуг и фрейлин лишь 30 человек и шесть фрейлин разместили в замке; остальные поселились поблизости. При королевском дворе состояли  повара, конюхи, парикмахер, швея, аптекарь, врач и хирург. Замок Болтон изначально не подходил для размещения королевы, поэтому гобелены, ковры и мебель одолжили в местных богатых домах и близлежащем замке Барнард в графстве Дарем. Сама королева Елизавета одолжила несколько оловянных графинов, а также медный чайник.
Надзиратели Марии позволяли ей прогуливаться по окрестностям и охотиться. Её главным развлечением в замке были затейливые причёски, которые делала ей фрейлина Мария Сетон. Фрэнсис Ноллис учил её английскому языку, поскольку королева говорила только на французском, латинском и шотландском языках. Она даже встречалась с местными «папистами» (католиками), за что Ноллис и Скруп получили строгий выговор. В январе 1569 года Марию перевезли в замок Татбери в Стаффордшире, где она провела следующие 18 лет до своей казни в 1587 году.

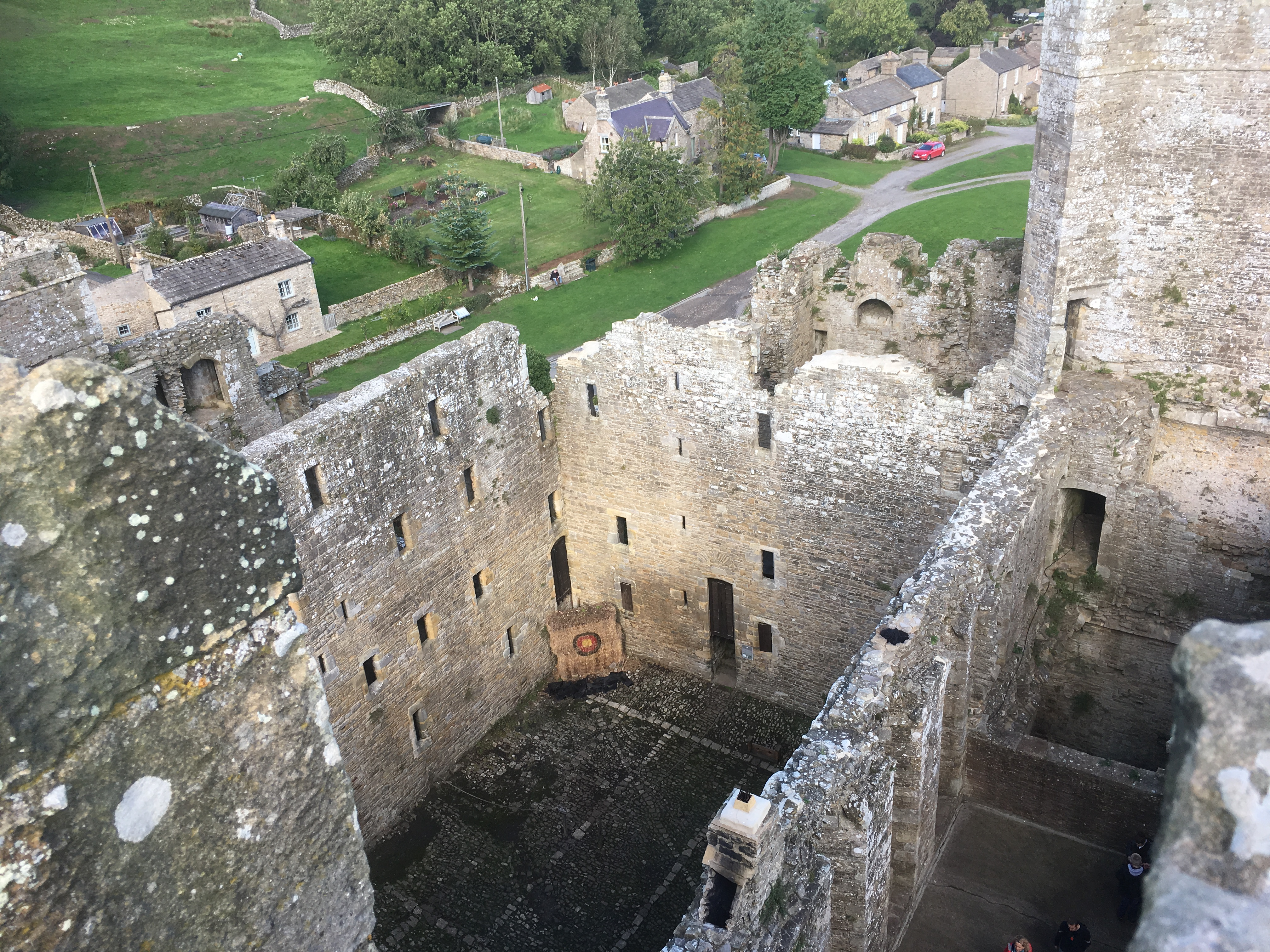
Руинированная часть замка

### Поздняя история
После смерти в 1630 году Эмануэля Скрупа, 1-го графа Сандерленда, не имевшего законных детей, замок Болтон унаследовала Мария, старшая из трёх его внебрачных дочерей. Она вышла замуж за Чарльза Паулета, 6-го маркиза Уинчистер и 1-го герцога Болтон.
В настоящее время замок принадлежит их потомку, Томасу Питеру Алгару Орд-Поулетту, 9-му барону Болтону, который унаследовал его после смерти своего отца в июне 2023 года. Замок Болтон, часть которого руинирована, а часть восстановлена, является туристической достопримечательностью под управлением 9-го барона.
На территории есть большой сад, включающий лабиринт, аптекарский огород, луг с полевыми цветами, розарий и виноградник. В течение нескольких месяцев посетители могут наблюдать соколиную охоту. Иногда замок сдаётся в аренду для мероприятий.

## Место съёмок
Замок был местом съёмок нескольких фильмов, в том числе «Айвенго» (1952) и «Елизавета» (1998).